# Zuid-Amerikaans kampioenschap voetbal vrouwen
De Sudamericano Femenino is een voetbaltoernooi voor vrouwenlandenteams uit Zuid-Amerika. Het toernooi wordt sinds 2006 eens in de vier jaar georganiseerd door de CONMEBOL. Het werd voor het eerst in 1991 gehouden. Het dient tevens als kwalificatietoernooi voor het wereldkampioenschap voetbal vrouwen.

## Erelijst
| Jaar | Gastland   |  | Goud       | Zilver     | Brons      |
| ---- | ---------- |  | ---------- | ---------- | ---------- |
| 1991 | Brazilië   |  | Brazilië   | Chili      | Venezuela  |
| 1995 | Brazilië   |  | Brazilië   | Argentinië | Chili      |
| 1998 | Argentinië |  | Brazilië   | Argentinië | Peru       |
| 2003 | Peru       |  | Brazilië   | Argentinië | Colombia   |
| 2006 | Argentinië |  | Argentinië | Brazilië   | Uruguay    |
| 2010 | Ecuador    |  | Brazilië   | Colombia   | Chili      |
| 2014 | Ecuador    |  | Brazilië   | Colombia   | Ecuador    |
| 2018 | Chili      |  | Brazilië   | Chili      | Argentinië |
| 2022 | Colombia   |  | Brazilië   | Colombia   | Argentinië |
| 2025 | Ecuador    |  | Brazilië   | Colombia   | Argentinië |

## Medaillespiegel
| Plaats | Land       | Goud | Zilver | Brons | Totaal |
| 1      | Brazilië   | 9    | 1      | 0     | 10     |
| 2      | Argentinië | 1    | 3      | 3     | 7      |
| 3      | Colombia   | 0    | 4      | 1     | 5      |
| 4      | Chili      | 0    | 2      | 2     | 4      |
| 5      | Ecuador    | 0    | 0      | 1     | 1      |
| 5      | Peru       | 0    | 0      | 1     | 1      |
| 5      | Uruguay    | 0    | 0      | 1     | 1      |
| 5      | Venezuela  | 0    | 0      | 1     | 1      |
| Totaal | Totaal     | 10   | 10     | 10    | 30     |